# Pagurapseudopsis iranica
Pagurapseudopsis iranica är en kräftdjursart som beskrevs av Mihai Bacescu 1978. Pagurapseudopsis iranica ingår i släktet Pagurapseudopsis och familjen Pagurapseudidae. Inga underarter finns listade i Catalogue of Life.